# 酒生 (福井市)
酒生（さこう）は、福井県福井市の地域。足羽ブロック(南東部)に属する。

## 人口
酒生には2024年1月1日現在3126人が住んでおり、世帯数は1110世帯。そのうち男性が1545人、女性は1581人。